# Tillandsia kauffmannii
Tillandsia kauffmannii är en gräsväxtart som beskrevs av Renate Ehlers, Werner Rauh och Elvira Angela Gross. Tillandsia kauffmannii ingår i släktet Tillandsia och familjen Bromeliaceae. Inga underarter finns listade i Catalogue of Life.